# Större vårmygga
Större vårmygga (Culiseta annulata), är en tvåvingeart som först beskrevs av Franz Paula von Schrank 1776.  Culiseta annulata ingår i släktet Culiseta och familjen stickmyggor. Arten är reproducerande i Sverige. Inga underarter finns listade i Catalogue of Life.

## Bildgalleri

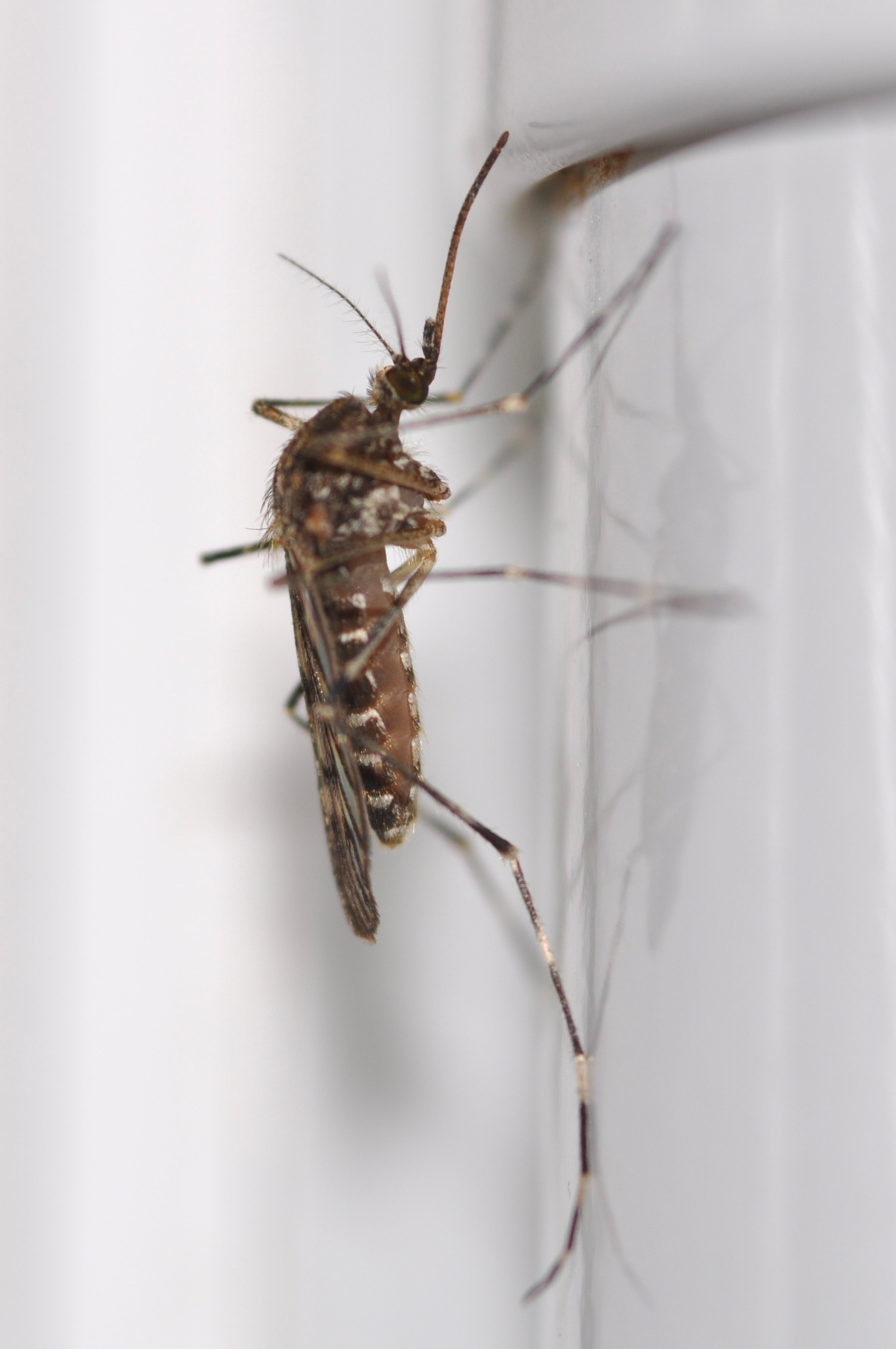
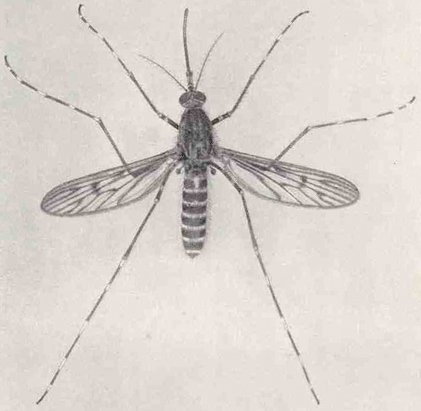
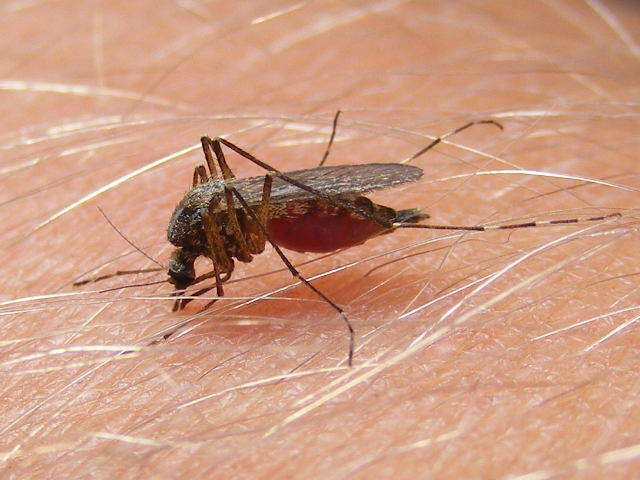